# Rubjerg Knude Fyr
Rubjerg Knude Fyr er et dansk anduvningsfyr på Rubjerg Knude.
Fyret blev bygget i 1899, men på grund af enorm sandflugt gennem årene blev man nødt til at slukke fyret i 1968, da man ikke længere kunne se lyset fra vandet. De gamle personalebygninger har været indrettet som sandflugtsmuseum, men har også måttet opgives da sandet begyndte at ødelægge bygningerne. Syd for fyret ligger Rubjerg Plantage.
Sandflugtsudstillingen er nu flyttet til Strandfogedgården i Rubjerg, som er en del af Vendsyssel Historiske Museum.
Da det kysterosionstruede fyr er en stor turistattraktion, besluttede Hjørring Kommune i august 2018 at flytte fyret 70 m. længere bort fra kysten. Flytningen blev påbegyndt d. 22. oktober 2019 kl. 9.15 og afsluttet samme dag kl. 14.35. Flytningen blev udført under ledelse af murermester Kjeld Pedersen fra Lønstrup.

## Fyrets karakteristika
Fyrets oprindelige (dvs. tidligere) karakteristika er:
- Flammehøjde: 90 m
- Fyrtype: Anduvningsfyr
- Fyrkarakter: 1 hvidt blink efterfulgt af 2 hvide blink (to gange i minuttet)

## Tekniske specifikationer

### Linseapparatet
Fyrets linseapparat blev bygget af det franske firma Barbier & Bénard og kostede ca. 42.000 kr. (Hele fyret kostede ca. 176.000 kr. da det var færdigt). Linsen bestod af 3 fag, hvilket betyder 3-sidet med 134 håndslebne prismer. Linsefagene var monteret på et leje af kviksølv. Linsen blev i starten drevet rundt af et urværk, der skulle trækkes op ca. hver 3. time.
Lysets rækkevidde var på ca. 42 km. Linsen kørte to omgang i minuttet. For hver omdrejning udsendtes et enkelt og et dobbelt blink. Varigheden af de enkelte blink var en femtedel sekund. Lysgiveren var på 550 watt.
Da fyret blev taget ud af brug, blev linsen smidt ud og begravet et sted i sandet.

### Tågehornet
Tågehornet var sat op for at advare skibene hvis de var tæt på land. Der var fra starten et tågehorn i 15 meters højde over jorden, på den vestlige side af fyret. Hornets lyd svarede til fyrets blink. Der var et urværk, der styrede luften, og det skulle også trækkes op, således der udsendtes et stød og to stød hvert minut. I maskinhuset var der to gasmotorer på hver 12 hk.
Der var et lager for komprimeret luft, opstillet som en 7 m3 stor trykbeholder i bunden af tårnet. I 1908 blev sireneanlæggets gasmotorer udskiftet med to 10 hk petroleumsmotorer, og i 1934 blev disse erstattet med to dieselmotorer.
I 1953 blev hornet taget ned på grund af, at klitterne foran fyret nu var en så høje, at man ikke kunne høre hornet ude på havet.

### Tårnet
Tårnet er 23 meter højt og var anbragt oven på den ca. 60 meter høje Rubjerg Knude. Herved kunne lyset i toppen af tårnet ses på lang afstand.
I foråret 2016 blev fyrtårnet åbnet for publikum. Der blev etableret en ny trappe og et kalejdoskop i toppen af tårnet.
Dette projekt blev betalt af Realdania, kontrakten blev vundet af Hadsten Smede og Maskinværksted A/S som stod for alt arbejdet inklusive kraner, adgangsvej til tårnet, byggepladsindretning - Smeden fra Hadsten hyrede blandt andet assistance fra BMS og Vennelyst entreprenørforretning. Arkitekterne bag projektet var et samarbejde mellem JAJA Architects og Bessards' Studio - langt størstedelen af projektet udført af Lotte Bessard. Projektet er levetidsforlænget af flere omgange og allerede i det første år tiltrak tårnet dobbelt så mange gæster som beregnet. 

## Flytning af fyret
Da Rubjerg Knude fyr oprindeligt blev bygget, lå det 200 meter inde i landet, men stod i oktober 2019, hvor en planlagt flytning skulle finde sted, faretruende tæt på kanten af den ca. 60 meter høje klint, der hvert år kom tættere på. Efter beslutningen om at flytte fyret i 2018 har Hjørring Kommune indhentet tilladelse til projektet fra Naturstyrelsen, der ejer fyret og den fredede klint. Desuden har den planlagte kystsikring krævet en ophævning af Natura 2000-lovgivningen.
De nødvendige tilladelser kom i hus i marts 2019, og planen var at flytte fyret i sikkerhed 60-80 meter længere ind i klitterne. Der blev afsat fem millioner kroner på finansloven for 2019 til flytningen.
Den lokale murermester Kjeld Pedersen fra Lønstrup, startede forberedelserne 14. august 2019. Forarbejdet varede ca. to måneder, og selve flytningen af tårnet fandt sted d. 22. oktober 2019.
Det 700 tons tunge fyr blev flyttet ved at forstærke tårnets fundament med jern og beton, forsyne tårnet med transporthjul og derefter flytte det ad et udlagt spor ved hjælp af donkrafte og hydraulik. Metoden svarer til den, der i 1975 blev brugt til at flytte Krudttårnet i Frederikshavn.
Ifølge Hjørring Kommune vil den nye placering give Rubjerg Knude Fyr en levetidsforlængelse på ca. 40 år, men grundet mere sandflugt end forventet, vurderede murermesteren i September 2020 at der måske kun går 20 år inden næste flytning.
- Massiv sandflugt i personalebygningerne
- "Fyret i klitten"
- Ødelagt tag
- Fyret i 1912
- Fyret i juli 2009
- Turisterne flokkes om fyret